# Arrasando
Arrasando je sedmé oficiální album (a také osmé sériové album) mexické zpěvačky Thalíe, které vydala 25. května 2000. Spolupracovala na něm s producenty jako Emilio Estefan, Roberto Blades a Lawrence Dermer. V roce 2001 obdrželo album dvě nominace na cenu Latin Grammy: nominované bylo v kategorii „Nejlepší vokální album v kategorii pop“ a cenu získalo za „nejlépe nazvučené album“ v kategorii produkce.

## O albu
Své nejúspěšnější album Thalía vydala v roce 2000. Ukazuje jinou stránku, než jsou posluchači u této zpěvačky zvyklí. Thalía experimentuje se styly, zapojuje mnoho nových prvků (v Arrasandu dokonce rapuje). Většinu písní napsala sama. V několika zemích světa bylo album Arrasando na 1. místě v žebříčku prodejnosti, stejně tak tomu bylo v Česku, kde se prvně Thalía objevila se svými klipy v Esu („Regresa a mí“, „Reencarnación“).

## Seznam písní
1. Entre El Mar Y Una Estrella
2. Regresa a Mi
3. Reencarnación
4. Arrasando
5. No Hay que Llorar
6. Quiero Amarte
7. Suerte en Mí
8. Menta y Canela
9. Tumba la Casa
10. Pata Pata
11. Siempre hay Cariño
12. Rosalinda